# 别廖佐夫卡 (克拉斯诺亚尔斯克边疆区)
别廖佐夫卡（羅馬化：Beryozovka）是俄罗斯克拉斯诺亚尔斯克边疆区的市级镇、别廖佐夫卡区行政中心，位于叶尼塞河畔，地处克拉斯诺亚尔斯克边疆区南部，西侧紧邻边疆区首府克拉斯诺亚尔斯克。
该地2021年人口有20,690人；2010年人口20,887；2002年人口21,346；1989年人口20,766。